# Raiste
Raiste (Võro: Raistõ) is een plaats in de Estlandse gemeente Võru vald, provincie Võrumaa. De plaats heeft de status van dorp (Estisch: küla) en telde 105 inwoners op 1 januari 2021. Raiste ligt ten noordwesten van de vlek Parksepa en tegen de grens tussen de provincies Võrumaa en Põlvamaa aan.

## Geschiedenis
Raiste werd in 1627 voor het eerst genoemd onder de naam Resten Kuella. In 1738 stond het dorp bekend als Rahist, in 1805 als Rahista, in 1839 als Rahiste en rond 1900 was de Russische transcriptie Райста (Rajsta) in gebruik. Het dorp lag tot in 1919 op het landgoed van Waimel (Väimela). Het zuidoostelijk deel van het dorp stond bekend onder de naam Väimela-Suurküla. In 1923 werd het westelijke buurdorp Tagaküla van Raiste afgesplitst. In 1977 werden de buurdorpen Haigri en Kanariku bij Raiste gevoegd.
Op 11 oktober 2021 willigden de gemeente Võru vald en de minister van Openbaar bestuur een verzoek van de inwoners van het voormalige dorp Kanariku in om van Kanariku weer een zelfstandig dorp te maken. Sinds 19 november 2021 bestaat Kanariku weer als dorp. Raiste raakte daarmee zijn oostelijke deel kwijt.